# Almuiz ibne Ziri
Almuiz ibne Atia (al-Muizz ibn Atiyya) foi emir dos magrauas setentrionais do Magrebe Ocidental no século XI, governando de 1001 até sua morte em 1026/1030, e um membro do clã dos Banu Cazar. Teve um longo e pacífico reinado, que só foi perturbado quando sofre invasões lideradas por Uanudine de Sijilmassa em 1016-1017.

## Vida

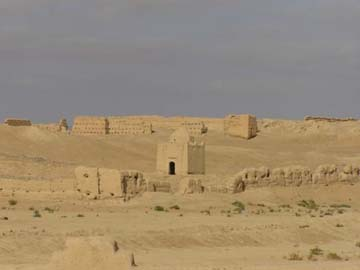
Ruínas de Sijilmassa

Almuiz era filho de Ziri ibne Atia e sobrinho de Mucatil e Almuiz. Quando seu pai falece em 1001 em Orã, foi aclamado seu sucessor como emir dos magrauas setentrionais que habitavam o Magrebe Ocidental. Diferente de seu pai, não teve uma atitude hostil com o hájibe Almançor, representante do califa Hixame II (r. 976–1009) a quem os magrauas eram nominalmente sujeitos, e já em 999/1000 foi estabelecido em Fez como governador omíada. Em 1002/3, Abedal Maleque Almuzafar, filho de Almançor, nomeou-o governador de Fez e do Magrebe Ocidental e em 1006, Almuiz recebeu cartas de investidura de Córdova para Fez e todo o Magrebe Ocidental, exceto Sijilmassa que pertencia aos Banu Cazerune.
Sob seu reinado, seu país gozou da paz e pôde continuar a fazer campanhas contra os sanhajas do Magrebe Central e Ifríquia (Reino Zírida). Em 1016-1017, contudo, enfrentou investidas de Uanudine de Sijilmassa, que tomou a região do rio Drá, Sefru e o vale do Mulucha. Almuiz tentou recapturar seus domínios perdidos, mas também remover Uanudine de sua capital. Nesse ano, montou uma expedição com um poderoso exército, mas foi derrotado pelas tropas de Sijilmassa e recuou para Fez. Ao falecer em 1026 ou 1030 (as fontes divergem), foi sucedido por seu primo Hamama.